# 横本卓弥
横本 卓弥（よこもと たくや、1985年3月16日 - ）は、三重県出身のバスケットボール選手である。ポジションはガード/フォワード。

## 来歴
四日市工業高校を卒業後、アイシン・エィ・ダブリュ アレイオンズ安城に入団。

## 経歴
- 桜島ミニバスケットボールクラブ - 鈴鹿市立白子中学校 - 四日市工業高校 - アイシン・エィ・ダブリュ アレイオンズ安城